# ازموند نایت
ازموند نایت (انگلیسی: Esmond Knight؛ ‏ ۴ مهٔ ۱۹۰۶ – ۲۳ فوریهٔ ۱۹۸۷) بازیگر اهل بریتانیا بود.
از فیلم‌هایی که وی در آن نقش داشته است، می‌توان به پدر و پسر، هملت، یک داستان کنتربری، نرگس سیاه، هنری پنجم، عنصر جنایت، والس‌هایی از وین، یک‌هزار روز از آن، سوپرمن ۴: در جستجوی صلح، فراطبیعی و شاهزاده و مانکن اشاره کرد.